# PictBridge
PictBridge – technologia umożliwiająca drukowanie fotografii przesyłanych z aparatu cyfrowego lub telefonu komórkowego poprzez bezpośrednie połączenie danego urządzenia z drukarką (najczęściej przez port USB, ale także bezprzewodowo), bez konieczności podłączania go do komputera. 